# ELP2
ELP2‏ (Elongator acetyltransferase complex subunit 2) هوَ بروتين يُشَفر بواسطة جين ELP2 في الإنسان.